# (100010) 1988 RN12
(100010) 1988 RN12 es un asteroide perteneciente al cinturón de asteroides, descubierto el 14 de septiembre de 1988 por Schelte John Bus desde el Observatorio Interamericano del Cerro Tololo, La Serena, Chile.

## Designación y nombre
Designado provisionalmente como 1988 RN12.

## Características orbitales
1988 RN12 está situado a una distancia media del Sol de 2,757 ua, pudiendo alejarse hasta 3,489 ua y acercarse hasta 2,024 ua. Su excentricidad es 0,265 y la inclinación orbital 16,91 grados. Emplea 1672 días en completar una órbita alrededor del Sol.

## Características físicas
La magnitud absoluta de 1988 RN12 es 14,5. Tiene 8,094 km de diámetro y su albedo se estima en 0,051.